# Gentleman Jim
Gentleman Jim is een Amerikaanse dramafilm uit 1942 onder regie van Raoul Walsh. Het scenario is gebaseerd op het waargebeurde verhaal van de Amerikaanse bokser James J. Corbett.

## Verhaal
Ondanks de populariteit is boksen in 1880 nog bij wet verboden in de VS. Bankbediende James J. Corbett wordt dankzij Vicky Ware toegelaten tot de Olympic Club. Daar staat men versteld van zijn bokstalent. Ze ergeren zich ook aan zijn ambitie. Hij moet het opnemen tegen een Engelse bokskampioen.

## Rolverdeling
| Acteur           | Personage        |
| ---------------- | ---------------- |
| Errol Flynn      | James J. Corbett |
| Alexis Smith     | Victoria Ware    |
| Jack Carson      | Walter Lowrie    |
| Alan Hale        | Pat Corbett      |
| John Loder       | Carlton De Witt  |
| William Frawley  | Billy Delaney    |
| Minor Watson     | Buck Ware        |
| Ward Bond        | John L. Sullivan |
| Madeleine Lebeau | Anna Held        |
| Rhys Williams    | Harry Watson     |
| Arthur Shields   | Pastoor Burke    |
| Dorothy Vaughan  | Ma Corbett       |